# Jan Lebenstein (film)
Jan Lebenstein è un documentario del 1993 diretto da Elzbieta Sitek e basato sulla vita del pittore polacco Jan Lebenstein.